# Hołd lenny w Krzyszkowie
Hołd lenny w Krzyszkowie – porozumienie zawarte 30 sierpnia 1157 w Krzyszkowie (łac. Crisgova) pod Poznaniem między księciem Bolesławem Kędzierzawym i jego bratem Mieszkiem III a cesarzem Fryderykiem I Barbarossą. Z postanowień traktatu wynikało oddanie w lenno cesarskie części spornych ziem polskich, do których pretensje wysuwał wygnany z kraju przez młodszych braci Władysław II. Dzięki złożeniu hołdu Bolesław Kędzierzawy mógł nadal władać nieprawnie zagarniętą dzielnicą senioralną. Ponadto (już jako lennik) zobowiązywał się do uczestnictwa w roku następnym — 1158 w tzw. cesarskiej „wyprawie mediolańskiej” oraz zapłacenia zaległego trybutu w wysokości 3400 grzywien srebra. Rękojmią zobowiązań krzyszkowskich było wysłanie do Królestwa Niemieckiego wybranych zakładników z możnych rodów polskich, a także Kazimierza, najmłodszego brata Bolesława i Mieszka.